# Pseudosoriculus fumidus
Pseudosoriculus fumidus is een zoogdier uit de familie van de spitsmuizen (Soricidae). De wetenschappelijke naam van de soort werd voor het eerst geldig gepubliceerd door Thomas in 1913.